# Magasin de bricolage
Un magasin de bricolage (aussi désigné par le sigle MSB pour « Multi-service bricolage ») est un type d'entreprise de commerce de détail offrant des produits et services en matière de bricolage et de décoration.
Faisant partie de la distribution spécialisée, les magasins de bricolage peuvent, selon leur taille, étendre leur offre à des rayons connexes : animalerie et jardinerie par exemple.

## Principales chaînes
Voici une liste non exhaustive des principales chaînes de magasins dans le monde.

### Europe
- Bauhaus (en) (Allemagne)
- Brico Dépôt (France)
- Bricoman  (France)
- Brico Cash (France)
- Bricomarché (France)
- Bricorama (France)
- Castorama (France)
- Gamma (Pays-Bas)
- Hornbach (Allemagne)
- Leroy Merlin (France)
- Mr Bricolage (France)
- OBI (Allemagne)
- Point P (France)
- Weldom (France)

### Amérique
- Home Depot (États-Unis)